# Amegilla argophenax
Amegilla argophenax là một loài Hymenoptera trong họ Apidae. Loài này được Engel mô tả khoa học năm 2007.